# Ämilian Mock

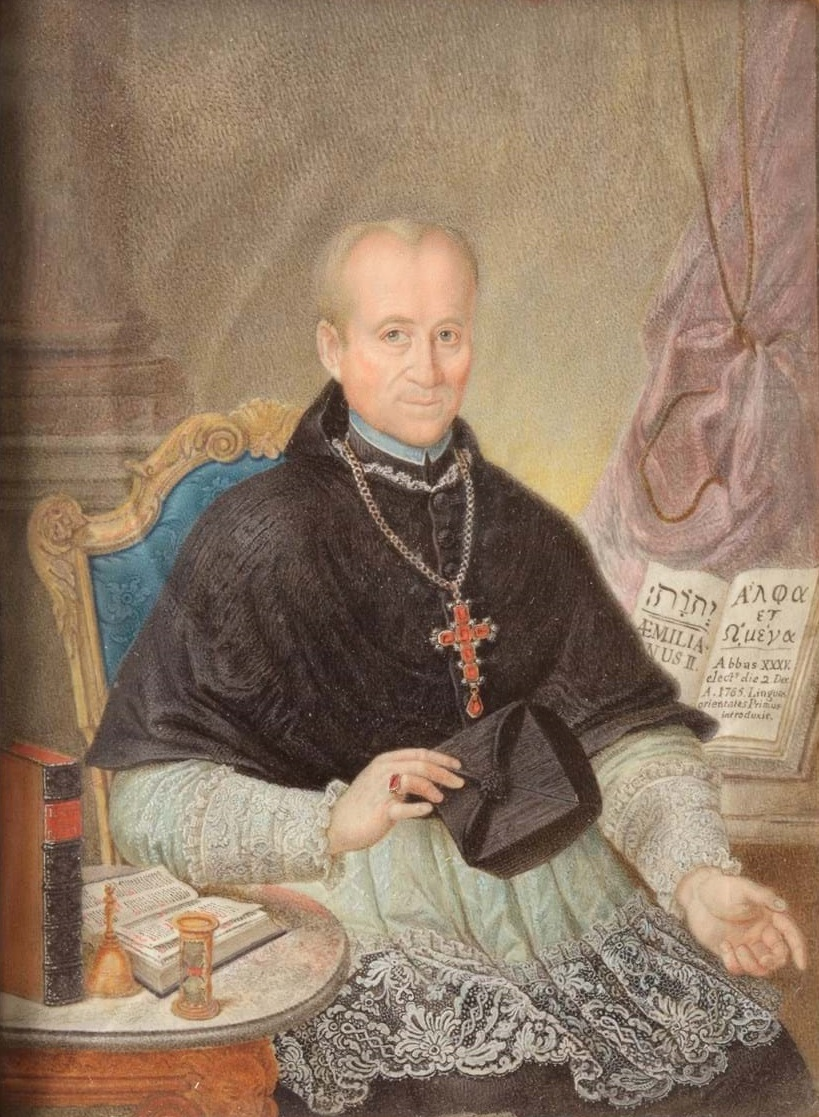
Abt Ämilian Mock

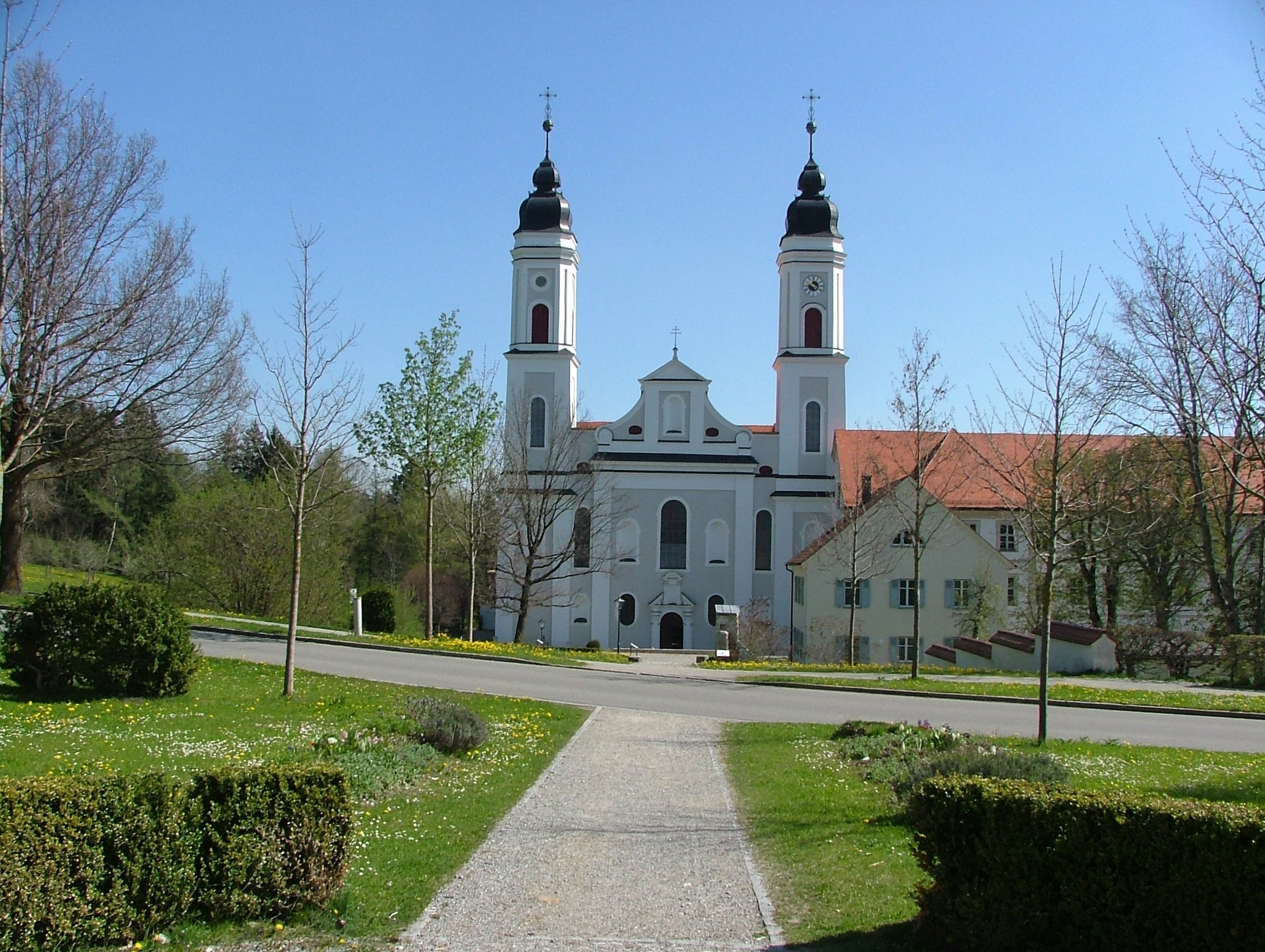
Klosterkirche Irsee (2010)

Ämilian II. Mock (* 4. Oktober 1712 in Sigmaringen, Hohenzollern; † 19. August 1784) war Abt des Klosters Irsee.

## Leben
Mock legte als 17-Jähriger am 13. November 1729 im Kloster Irsee in Bayern sein Ordensgelübde ab. Er studierte im Kloster Theologie, Philosophie und Kirchenrecht. Seine Primiz fand am 22. April 1736 statt. Er war einige Jahre als Seelsorger in der Pfarrei Irsee tätig.
Mock wurde am 2. Dezember 1765 zum 35. Abt im Kloster Irsee erwählt und blieb dies bis zu seinem Tod 1784. Während seiner Amtszeit führte er in der Abtei das Studium der griechischen und orientalischen Sprachen ein. 
Ein Originalportrait von ihm wurde 2021 anlässlich einer Versteigerung nach 200 Jahren an den ursprünglichen Ort Kloster Irsee zurückgebracht.